# Tarka gyantamoly
A tarka gyantamoly (Rhyacionia pinivorana) a valódi lepkék (Glossata) alrendjébe tartozó sodrómolyfélék (Tortricidae) családjának Magyarországon is honos faja.

## Elterjedése, élőhelye
Európai faj, amelynek Magyarországon két tápnövénye van:
- erdeifenyő (Pinus silvestris),
- feketefenyő (Pinus nigra).

## Megjelenése
Vörösesbarna szárnyát finom minták díszítik. A szárny fesztávolsága 15–19 mm.

## Életmódja
Életmódjáról alig tudunk valamit. Egy évben egy nemzedéke kel ki úgy, hogy a hernyók telelnek át a fenyőrügyekben. A mellékágakon egészen kirágja a hajtás középrügyét, a rügy hegyén lerágja a pikkelyeket, majd ott bábozódik szövedékben.

## Külső hivatkozások
- Mészáros Zoltán – Szabóky Csaba: A magyarországi molylepkék gyakorlati albuma. Budapest: Agroinform. 2005.  arch Hozzáférés: 2018. április 6. (PDF)